# Irina Gerasimova
Irina Gerasimova (Kutaisi, Georgia, Unión Soviética, 9 de febrero de 1964) es una nadadora soviética retirada especializada en pruebas de estilo libre, donde consiguió ser medallista de bronce mundial en 1982 en los 4x100 metros estilos.

## Carrera deportiva
En el Campeonato Mundial de Natación de 1982 celebrado en Guayaquil (Ecuador), ganó la medalla de bronce en los relevos de 4x100 metros estilos, nadando el largo de estilo libre, con un tiempo de 4:12.36 segundos, tras Alemania del Este (oro con 4:05.88 segundos que fue récord del mundo) y Estados Unidos (plata con 4:08.12 segundos).